# José Luis de Villar Cerón
José Luis de Villar Cerón   (La Línea de la Concepción, 7 de setembre de 1929 - La Línea de la Concepción, 6 de juliol de 2014) va ser un professor, metge i polític espanyol, pare del regidor, José Luis de Villar Iglesias.

## Biografia
Va estudiar batxillerat a Màlaga i va acabar el 1954 la seva carrera de Medicina a Cadis. Va ser alumne intern de la Diputació Provincial de Cadis i de la Càtedra de Patologia. Va ser metge titular i de la zona de la Seguretat Social de la La Línea de la Concepción el 1961. Especialista i titulat en dermatologia i medicina del treball, va ser diplomat en ensenyament mitjà. També va ser col·laborador de la Mutualitat Esportiva. Va se rprofessor auxiliar del cicle de Ciències de l'Institut Laboral Diego de Salinas a la Línea de la Concepción. Va ser professor especial d'Higiene i Seguretat en el Treball, a més de ser membre de la comissió permanent de la Junta Directiva Nacional de l'Associació General de Professorat de centres oficials de formació professional.
El 1977 va sortir elegit el 1977 a les corts constituents per la Unió de Centre Democràtic, liderada per Adolfo Suárez González, i va ser senador —l'únic que hi ha hagut a la Línea— fins al 2 de gener de 1979.
Va presidir el Patronat de l´Escola Universitària de l´Església de professors d´EGB i l´associació de pares d'alumnes del col·legi salesià Sant Joan Bosco.
Es va presentar com a regidor i després va continuar la seva carrera amb el catedràtic de Dret Manuel Clavero Arévalo al Partit Social Liberal Andalús, càrrec que va ocupar abans d'instaurar la democràcia. El 1979 va presentar-se, per la UCD, a les primeres eleccions municipals democràtiques de la Línia i va ser tinent d'alcalde; entra al Partit Andalusista (PA) el 1990, i el 1991 va encapçalar la candidatura a l'alcaldia per La Línea de la Concepción pel PA, però no va ser elegit. Va ser un dels «pares» de la Constitució Espanyola.

## Reconeixements
El 2001va rebre la Medalla d'argent del Centenari del Col·legi Oficial de Metges de Cadis, també se li atorga la Placa d'Or de la província gaditana, aquell any rep la del Senat al XXV Aniversari de les primeres eleccions generals, i el 2003 la il·lustre Societat Andalusa d'Estudis Històrics i la de l'Aniversari de la Constitució Espanyola, amb el centre andalús del 2003. El 2004 la medalla d'or del Col·legi Oficial de Metges de Cadis. L'any 2025 va ser nomenat Fill predilecte de la ciutat, a títol pòstum.